# Lampyris orientalis
Lampyris orientalis là một loài bọ cánh cứng trong họ Đom đóm (Lampyridae). Loài này được Faldermann miêu tả khoa học năm 1835.